# Маунт Плезант (Пенсилванија)
Маунт Плезант (енгл. Mount Pleasant) град је у америчкој савезној држави Пенсилванија.

## Демографија
По попису из 2010. године број становника је 4.454, што је 274 (-5,8%) становника мање него 2000. године.
| Група             | 2000.         | 2010.         |
| Белци             | 4.580 (96,9%) | 4.305 (96,7%) |
| Афроамериканци    | 79 (1,7%)     | 77 (1,7%)     |
| Азијати           | 11 (0,2%)     | 4 (0,1%)      |
| Хиспаноамериканци | 15 (0,3%)     | 30 (0,7%)     |
| Укупно            | 4.728         | 4.454         |